# Sportler des Jahres 1992 (Deutschland)
Die Sportler des Jahres 1992 in Deutschland wurden von mehr als 1000 Fachjournalisten gewählt und Anfang Dezember ausgezeichnet. Veranstaltet wurde die Wahl zum 46. Mal von der Internationalen Sport-Korrespondenz (ISK).
Alle drei Titel wurden an Olympiasieger vergeben. Sportler des Jahres wurde der Langstreckenläufer Dieter Baumann, dessen Vorsprung von 2662 Punkten auf den Formel-1-Rennfahrer Michael Schumacher den bis dahin größten Abstand zwischen den beiden Erstplatzierten markierte. Auch bei den Frauen setzte sich mit der Hochspringerin Heike Henkel eine Leichtathletin durch. Das Hockeynationalteam der Männer stand zum dritten Mal nach 1963 und 1972 an der Spitze im Klassement der Mannschaften.

## Männer
| Platz | Sportler           | Sportart        | Punkte | Erfolge 1992                                                   |
| ----- | ------------------ | --------------- | ------ | -------------------------------------------------------------- |
| 1.    | Dieter Baumann     | Leichtathletik  | 4420   | Olympiasieger 5000 Meter                                       |
| 2.    | Michael Schumacher | Motorsport      | 1758   | Dritter der Formel-1-WM, Sieger des Großen Preises von Belgien |
| 3.    | Mark Kirchner      | Biathlon        | 1665   | Olympiasieger Sprint 10 km                                     |
| 4.    | Thomas Lange       | Rudern          | 0936   | Olympiasieger Einer                                            |
| 5.    | Georg Hackl        | Rennrodeln      | 0860   | Olympiasieger Einsitzer                                        |
| 6.    | Olaf Ludwig        | Straßenradsport | 0722   | Gesamtsieger des Rad-Weltcups mit Sieg beim Amstel Gold Race   |
| 7.    | Thomas Häßler      | Fußball         | 0664   | Vizeeuropameister mit Berufung in das All-Star-Team            |
| 8.    | Ludger Beerbaum    | Springreiten    | 0577   | Olympiasieger Einzel                                           |
| 9.    | Jörg Roßkopf       | Tischtennis     | 0530   | Europameister Einzel, olympische Silbermedaille Doppel         |
| 10.   | Detlef Schrempf    | Basketball      | 0448   | Auszeichnung mit dem NBA Sixth Man of the Year Award           |

## Frauen
| Platz | Sportler              | Sportart       | Punkte | Erfolge 1992                                               |
| ----- | --------------------- | -------------- | ------ | ---------------------------------------------------------- |
| 1.    | Heike Henkel          | Leichtathletik | 3673   | Olympiasiegerin Hochsprung                                 |
| 2.    | Heike Drechsler       | Leichtathletik | 2579   | Olympiasiegerin Weitsprung                                 |
| 3.    | Franziska van Almsick | Schwimmsport   | 2214   | Olympiazweite 200 m Freistil, Olympiadritte 100 m Freistil |
| 4.    | Nicole Uphoff         | Dressurreiten  | 1662   | Olympiasiegerin Dressureinzel und -mannschaft              |
| 5.    | Gunda Niemann         | Eisschnelllauf | 1314   | Olympiasiegerin 3000 m und 5000 m, Mehrkampfweltmeisterin  |
| 6.    | Steffi Graf           | Tennis         | 0924   | Wimbledonsiegerin, Olympiazweite                           |
| 7.    | Dagmar Hase           | Schwimmsport   | 0786   | Olympiasiegerin 400 m Freistil                             |
| 8.    | Antje Misersky        | Biathlon       | 0761   | Olympiasiegerin Einzel 15 km                               |
| 9.    | Birgit Schmidt        | Kanusport      | 0412   | Olympiasiegerin Einer-Kajak 500 m                          |
| 10.   | Katja Seizinger       | Ski Alpin      | 0351   | Olympiadritte Super-G                                      |

## Mannschaften
| Platz | Sportler                     | Sportart        | Punkte | Erfolge 1992                               |
| ----- | ---------------------------- | --------------- | ------ | ------------------------------------------ |
| 1.    | Hockeynationalteam           | Hockey          | 2648   | Olympiasieger                              |
| 2.    | Biathlonstaffel              | Biathlon        | 2319   | Olympiasieger Staffel 4 × 7,5 km           |
| 3.    | Bahnrad-Vierer               | Bahnradsport    | 1961   | Olympiasieger 4000 m Mannschaftsverfolgung |
| 4.    | Straßen-Vierer 100 Kilometer | Straßenradsport | 1941   | Olympiasieger Mannschaftszeitfahren        |
| 5.    | Dressur-Equipe               | Dressurreiten   | 1552   | Olympiasieger                              |
| 6.    | Boris Becker/Michael Stich   | Tennis          | 0912   | Olympiasieger Doppel                       |
| 7.    | Werder Bremen                | Fußball         | 0758   | Sieger im Europapokal der Pokalsieger      |
| 8.    | Düsseldorfer EG              | Eishockey       | 0713   | Deutscher Meister                          |
| 9.    | SG Wallau/Massenheim         | Handball        | 0580   | Deutscher Meister und IHF-Pokalsieger      |
| 10.   | Federations-Cup-Mannschaft   | Tennis          | 0318   | Federations-Cup-Sieger                     |